# Бразильское течение
Бразильское течение — тёплое течение Атлантического океана у берегов Южной Америки, направленное на юго-запад; ветвь Южного пассатного течения. Проходит в верхнем 600-метровом слое вдоль побережья Бразилии приблизительно от 9° ю. ш. до 38° ю. ш.
Южное Экваториальное течение по мере приближения к континентальному шельфу Южной Америки разделяется на две ветви: Северное Бразильское течение, направленное на север, и Бразильское течение, распространяющееся на юг. Было открыто во второй половине XVII века. Детально изучено в 1832 году Джеймсом Реннелом, тогда же получило от него своё современное название.
Колумб, достигнув Карибского моря во время своего путешествия, совершил первую свою высадку в месте, известном сейчас как Сан-Сальвадор на Багамах. Там он встретил лукайян — покорных и дружелюбных туземцев, которые рассказали ему о южных землях. Несколькими днями позже Колумб переправился на остров Испаньола, в его северную часть. Поскольку Колумб был уверен, что открыл острова у берегов Индии, он немедленно заявил о правах Испании на эти земли. Чтобы доказать, что открытые острова не являются частью африканского континента и тем самым избежать территориальных претензий Португалии, Колумб привез с собой в Европу несколько человек из местного племени Таинос, населявшего Большие Антильские острова.
Благодаря экспедиции Колумба, Испания была очень близка к тому, чтобы стать мировой державой, что угрожало интересам Португалии, являвшейся в то время господствующей морской державой. Папа Римский Александр VI урегулировал эту проблему в 1494 году при помощи Тордесильского Соглашения о разделе сфер влияния в мире по 46° з. д. Все земли к западу от этой долготы, принадлежали Испании, а земли, находившиеся на востоке, отходили под власть Португалии. Как и Колумб, португальцы надеялись найти западный морской путь в Азию, который бы не проходил через опасный Африканский Рог. Оттоманцы и арабы в то время полностью контролировали сухопутные торговые пути, а индийские и арабские торговцы доминировали в Индийском океане, что создавало трудности для португальцев и их торговли с Японией. Португальцы начали исследовать западные акватории Атлантического океана, надеясь открыть новый морской путь в восточную Азию. Вместо этого они открыли Бразилию и стали первыми европейцами, кто вышел в воды Бразильского течения.